# Tunnel de Djebahia
Le tunnel de Djebahia est un tunnel autoroutier situé dans le territoire de la commune de Djebahia dans la wilaya de Bouira. Long de 1 280 mètres. Le tunnel de Djebahia est constitué de deux tubes.

## Histoire
Le premier tube du tunnel de Djebahia est  inauguré le 27 juillet 2008 par le président Abdelaziz Bouteflika.
Le 16 mars 2009, le second tube du tunnel de Djebahia est inauguré par le ministre algérien des Travaux publics, Amar Ghoul.

## Caractéristiques
Le tunnel de Djebahia est composé de deux tubes, d'une longueur de 1 280 mètres.